# Bahnstrecke Narbonne–Bize
| Streckennummer (SNCF): | 734 000                                                               |                              |                              |
| Streckenlänge: | 20,6 km                                                               |                              |                              |
| Spurweite: | 1435 mm (Normalspur)                                                  |                              |                              |
| Maximale Neigung: | 10 ‰                                                                  |                              |                              |
| |                                                                       |                              |                              |
| Infrastrukturbetreiber: | 1875–1937: Midi 1938–1997: SNCF 1997–2014: RFF seit 2015: SNCF Réseau |                              |                              |
| \| \| \| von Sète-Ville \| \| \| \| 406,1 \| Narbonne \| Narbonne \| \| \| 406,9 \| Canal de la Robine (160 m) \| Canal de la Robine (160 m) \| \| \| \| nach Bordeaux und Perpignan \| \| \| \| \| Gleisanschluss Orano Malvési \| \| \| \| 411,9 \| \| \| \| \| 414,5 \| Moussan \| Moussan \| \| \| 415,4 \| Aude (260 m) \| Aude (260 m) \| \| \| 417,6 \| Sallèles-d’Aude \| Sallèles-d’Aude \| \| \| 420,8 \| Canal du Midi (25 m) \| Canal du Midi (25 m) \| \| \| \| Gleisanschluss Vitaflor \| \| \| \| 422,2 \| Mirepeisset-Argeliers \| Mirepeisset-Argeliers \| \| \| 425,2 \| Cabezac \| Cabezac \| \| \| 426,7 \| Bize \| Bize \| |                                                                       |                              |                              |
| Strecke |                                                                       | von Sète-Ville               | von Sète-Ville               |
| Bahnhof | 406,1                                                                 | Narbonne                     | Narbonne                     |
| Brücke über Wasserlauf | 406,9                                                                 | Canal de la Robine (160 m)   | Canal de la Robine (160 m)   |
| Abzweig geradeaus und nach links |                                                                       | nach Bordeaux und Perpignan  | nach Bordeaux und Perpignan  |
| Abzweig geradeaus und von rechts |                                                                       | Gleisanschluss Orano Malvési | Gleisanschluss Orano Malvési |
| | 411,9                                                                 |                              |                              |
| Haltepunkt / Haltestelle (Strecke außer Betrieb) | 414,5                                                                 | Moussan                      | Moussan                      |
| Brücke über Wasserlauf (Strecke außer Betrieb) | 415,4                                                                 | Aude (260 m)                 | Aude (260 m)                 |
| Bahnhof (Strecke außer Betrieb) | 417,6                                                                 | Sallèles-d’Aude              | Sallèles-d’Aude              |
| Brücke über Wasserlauf (Strecke außer Betrieb) | 420,8                                                                 | Canal du Midi (25 m)         | Canal du Midi (25 m)         |
| Abzweig geradeaus und von links (Strecke außer Betrieb) |                                                                       | Gleisanschluss Vitaflor      | Gleisanschluss Vitaflor      |
| Bahnhof (Strecke außer Betrieb) | 422,2                                                                 | Mirepeisset-Argeliers        | Mirepeisset-Argeliers        |
| Haltepunkt / Haltestelle (Strecke außer Betrieb) | 425,2                                                                 | Cabezac                      | Cabezac                      |
| Kopfbahnhof Streckenende (Strecke außer Betrieb) | 426,7                                                                 | Bize                         | Bize                         |

Die Bahnstrecke Narbonne–Bize ist eine französische Eisenbahnstrecke von Narbonne nach Bize. Die 20 km lange Strecke wurde 1887 von der Compagnie des chemins de fer du Midi eröffnet. Der Personenverkehr wurde bereits 1939 beendet; auf den ersten fünf Kilometern findet noch Güterverkehr statt.

## Geschichte

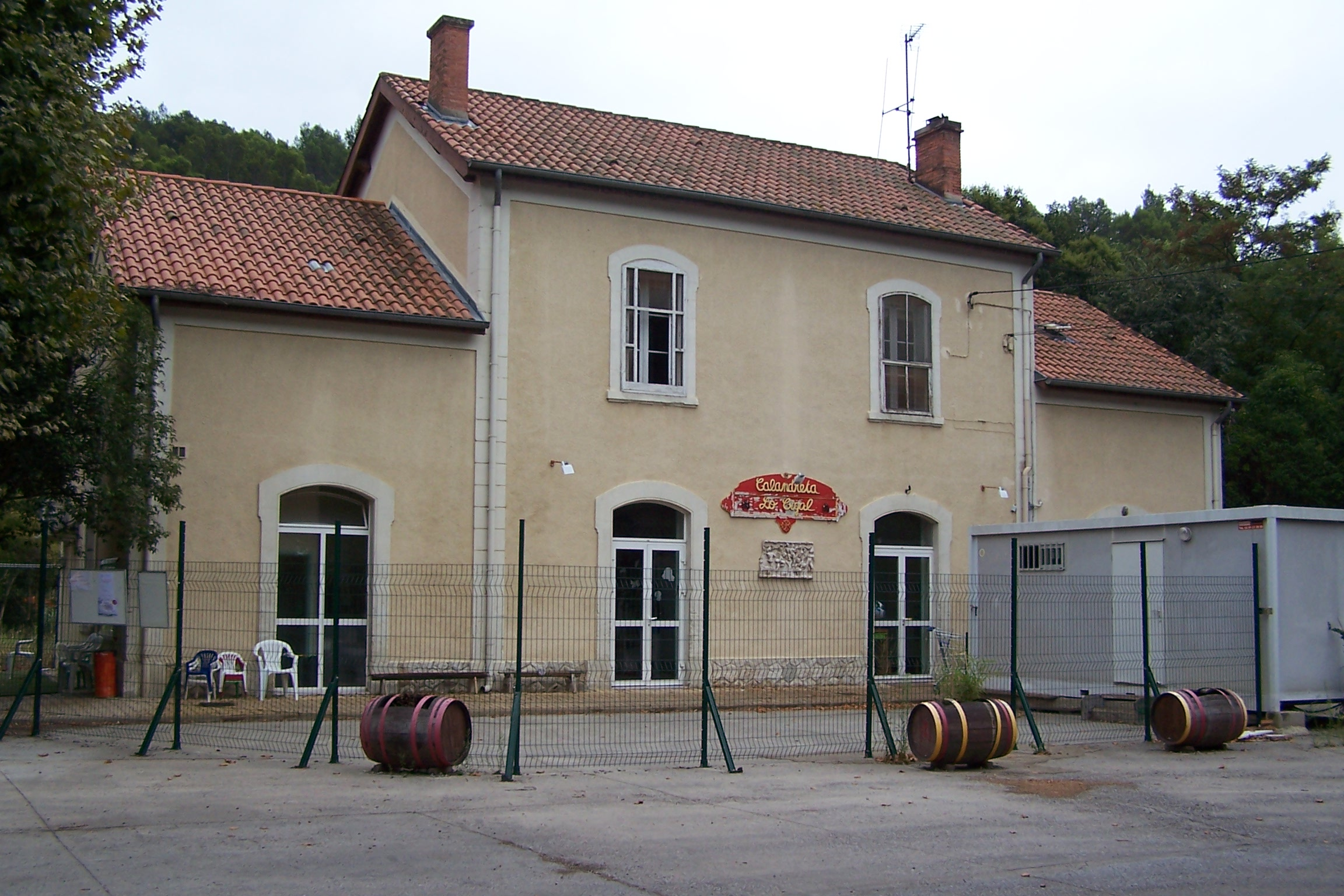
Bahnhof Bize (2013)

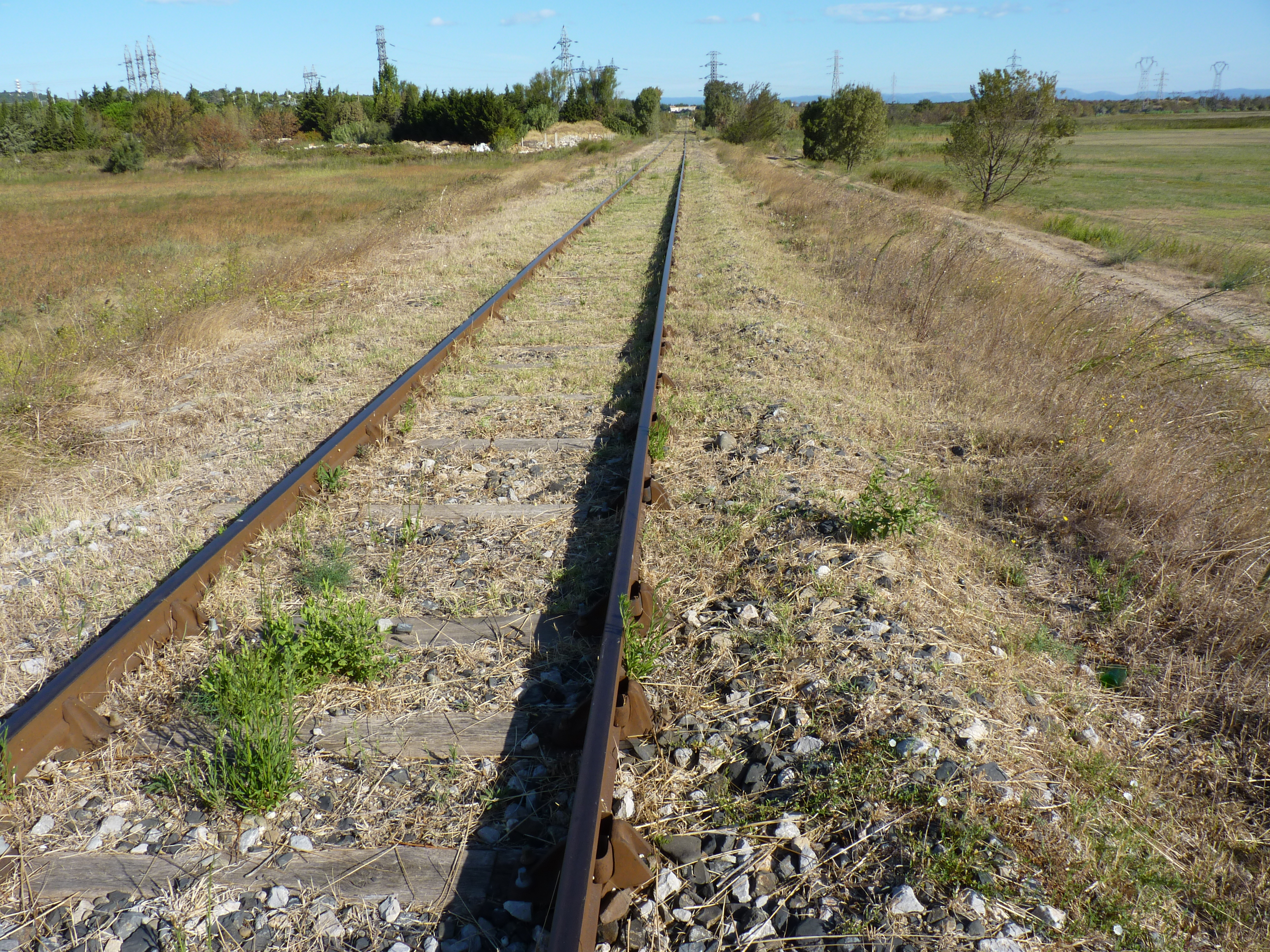
Streckengleis nahe Narbonne

Am 14. Dezember 1875 wurde die „Déclaration d’utilité publique“ unterzeichnet und die Compagnie des chemins de fer du Midi mit dem Bau der Strecke beauftragt. Die Strecke wurde am 4. Juli 1887 eröffnet. Der Personenverkehr musste am 18. April 1939 eingestellt werden. Von nun an fand nur noch Güterverkehr statt.
Am 1. Juli 1983 fand zum ersten Mal eine Fahrt des „Autorail touristique du Minervois“ statt. Dieser Museumszug mit einem Dieseltriebwagen des Typs X 3800 verkehrte bis 2004 an Sommerwochenenden.
Im Jahr 2004 gab es Gerüchte, dass die Strecke vielleicht stillgelegt werde. Nach Einstellung des touristischen Personenverkehrs diente die Strecke erneut nur dem Güterverkehr, der jedoch zwischen Mirepeisset und Bize um 2007 endete. Nahe Mirepeisset verblieb eine Getreidemühle zunächst noch als Bahnkunde. Seit 2015 werden jedoch nur mehr die ersten fünf Streckenkilometer bis zu den Anschlussgleisen der Uranerz-Aufbereitungsanlage Malvési des Orano-Konzerns in Narbonne-Malvési befahren.
Es gibt vereinzelt Bestrebungen, wieder einen regelmäßigen Personenverkehr auf der Strecke einzurichten.
Im November 1999 wurde durch Überschwemmungen die Brücke über die Aude beschädigt, sie wurde wieder instand gesetzt. Bei weiteren Überschwemmungen in den Jahren 2005 und 2006 wurde die Brücke erneut beschädigt. Bis November 2007 wurde die Querung für etwa 5,4 Millionen Euro wieder instand gesetzt, wobei die bisherige Stahlkonstruktion sowohl am Nord- als auch Südende durch Betonelemente ergänzt wurde. Die kombinierte lichte Weite aller Brückenelemente konnte somit von 25 auf 250 Meter erweitert werden.
Der Streckenabschnitt von Narbonne bis zu Streckenkilometer 411,9 wurde im Sommer 2020 für 2,3 Millionen Euro grundlegend erneuert.